# Comparative Biochemistry and Physiology B
Comparative Biochemistry and Physiology - Part B: Biochemistry & Molecular Biology je recenzirani naučni časopis koji pokriva istraživanja u oblastima biohemije, fiziologije, i molekularne biologije.

## Spoljašnje veze
- Zvanični veb-sajt